# Бохач, Макс
Макс Бохач (нем. Max Bohatsch) — фигурист из Австрии серебряный призёр чемпионата мира (1905, 1907 годов), бронзовый призёр чемпионата мира (1903 года), чемпион Европы 1905 года, серебряный призёр чемпионата Европы 1904 года, трёхкратный чемпион Австрии (1901, 1904, 1905 годов) в мужском одиночном катании.

## Спортивные достижения
| Соревнования/Сезоны | 1901 | 1902 | 1903 | 1904 | 1905 | 1906 | 1907 |
| ------------------- | ---- | ---- | ---- | ---- | ---- | ---- | ---- |
| Чемпионаты мира     |      |      | 3    |      | 2    |      | 2    |
| Чемпионаты Европы   |      |      |      | 2    | 1    |      |      |
| Чемпионаты Австрии  | 1    |      |      | 1    | 1    |      |      |